# امیمه بنت عبدالمطلب
امیمه بنت عبدالمطلب (به عربی: أمیمة بنت عبد المطلب) دختر عبدالمطلب و نام مادرش فاطمه بنت عمرو بود.
او با جحش بن ریاب از مهاجران قبیله بنی اسد قریش ازدواج کرد. وی عمه محمد پیامبر اسلام بود.